# کوپریان کیرکیژ
کوپریان اوسیپویچ کیرکیژ (روسی: Куприян Осипович Киркиж ۲۹ سپتامبر ۱۸۸۸ – ۲۴ مهٔ ۱۹۳۲) یک سیاست‌مدار اهل اتحاد جماهیر شوروی بود.
وی دومین دبیر کل حزب کمونیست ازبکستان بود که از ۱۹۲۷ تا آوریل ۱۹۲۹ این سمت را برعهده داشت.
وی همچنین برندهٔ جوایزی همچون درجه پرچم سرخ شده است.